# 卡森 (愛荷華州)
卡森（英語：Carson）是一個位於美國愛荷華州波特瓦特米縣的城市。

## 地理
卡森的座標為41°14′09″N 95°25′06″W / 41.23583°N 95.41833°W，而該地的平均海拔高度為351米（即1152英尺）。

## 人口
根據2010年美國人口普查的數據，卡森的面積為1.84平方千米，當中陸地面積為1.84平方千米，而水域面積為0.00平方千米。當地共有人口812人，而人口密度為每平方千米441人。